# 安田将吾
安田 将吾（やすだ しょうご、1983年4月4日 - ）は、日本の男性声優。ゆーりんプロに所属していた。北海道出身。よこざわけい子 声優・ナレータースクール12期生。

## 出演

### テレビアニメ
時期不明
- ケロロ軍曹（男）

2009年
- 咲-Saki-（ギャラリー）
- 東京マグニチュード8.0（ボランティア、救急隊員）
- とある科学の超電磁砲（アンチスキル隊員）

2010年
- ダンス イン ザ ヴァンパイアバンド（男子）
- WORKING!!（男性客）

### OVA
- スクールランブル 三学期（生徒たち、バイクの男）

### ゲーム
- SIMPLE2000シリーズ Vol.102 THE 歩兵 ～戦場の犬たち～
- SIMPLE2000シリーズ Vol.120 THE 最後の日本兵～美しき国土奪還作戦～（百目鬼朝男）

### 吹き替え
- アライバル ファイナル・コンタクト
- アンディ・ラウの獄中龍
- 九龍帝王 ゴッド・オブ・クーロン
- 沈黙のステルス
- MAXX!!! 鳥人死闘篇
- 夢見る頃を過ぎても